# Лайдкнен мак Кон Мелла
Лайдкнен мак Кон Мелла (др.‑ирл. Laidcnén mac Con Mella; погиб в 727) — король Уи Хеннселайг (Южного Лейнстера) в 717/724—727 годах.

## Биография
Лайдкнен мак Кон Мелла был выходцем из лейнстерского септа Сил Маэлуидир, земли которого находились в низовьях реки Слейн. Его братом был король Уи Хеннселайг Ку Хонгелт мак Кон Мелла. В «Лейнстерской книге» сообщается, что Ку Хонгелт владел престолом пять лет, что должно относить время его смерти к 717 году. Однако по мнению историка Дж. Мак Ниокайлла, правитель Уи Хеннселайг тождественен тому Ку Хонгелту, о смерти которого в 724 году упоминается в «Анналах Ульстера». После смерти брата Лайдкнен унаследовал власть над Южным Лейнстером.
Согласно списку королей Уи Хеннселайг из «Лейнстерской книги», Лайдкнен мак Кон Мелла правил десять лет. Эти сведения соответствуют данным ирландских анналов, датирующих смерть Лайдкнена 727 годом. По свидетельству этих источников, правитель Уи Хеннселайг погиб, сражаясь при Майстиу (современном Муллагмасте) с Дунхадом мак Мурхадо. На основании текста «Анналов Ульстера», называющих это событие «битвой между двумя Лейнстерами», историками делается вывод, что Дунхад в этом конфликте выступал только как правитель Уи Дунлайнге (Северного Лейнстера), а не всего королевства. Предполагается, что война между Лайдкненом и Дунхадом была следствием междоусобия, охватившего Лейнстер после короля Мурхада мак Брайна. Победа при Майстиу позволила Дунхаду унаследовать титул лейнстерского короля.
После гибели Лайдкнена мак Кона Меллы власть над Уи Хеннселайг перешла к Элотаху мак Фаэлхону.